# 九州・沖縄オープンユニバーシティ
九州・沖縄オープンユニバーシティ（きゅうしゅうおきなわオープンユニバーシティ、Kyushu Okinawa Open University: KOOU）は、九州と沖縄県の11国立大学法人の間で、研究力向上に向けて、2023年に覚書により締結された連携の枠組みである。
設置目的は、「1.研究者や学生の研究力向上・交流」「2.研究設備・機器の共用化」「3.研究データの管理・利活用」「4.研究支援人材の資質向上 等」の4つの取組を中心に推進していくこととし、4つのワーキンググループが活動している。
KOOUは、2024年4月22日に台湾の主要12大学で構成するThe University Academic Alliance in Taiwan （英語:  University alliances in Taiwan）（UAAT）と半導体など6分野での研究や人材育成で国際連携協定を締結した。

## 加盟大学
- 九州大学
- 九州工業大学
- 福岡教育大学
- 佐賀大学
- 長崎大学
- 熊本大学
- 大分大学
- 宮崎大学
- 鹿児島大学
- 鹿屋体育大学
- 琉球大学